# 勒芒原型车
勒芒原型车（英語：Le Mans Prototype，缩写为LMP）是一类赛车，在勒芒24小时耐力赛及其衍生赛事国际汽联世界耐力锦标赛、IMSA跑車錦標賽、欧洲勒芒系列赛、亚洲勒芒系列赛中使用。勒芒原型车属于原型賽车，取代了以往的C組賽車，虽然速度不及F1等开轮式赛车，但在封闭轮胎的跑车类赛车中是最快的一类。

## 组别与技术规格
勒芒原型车的技术规则由勒芒24小时耐力赛的主办机构——西方汽车俱乐部（ACO）制定。赛车座舱空间必须能够容纳两人，尽管只由一位车手驾驶，剩余空间可用于放置设备。当前，勒芒原型车分为4个组别：

### LMP1

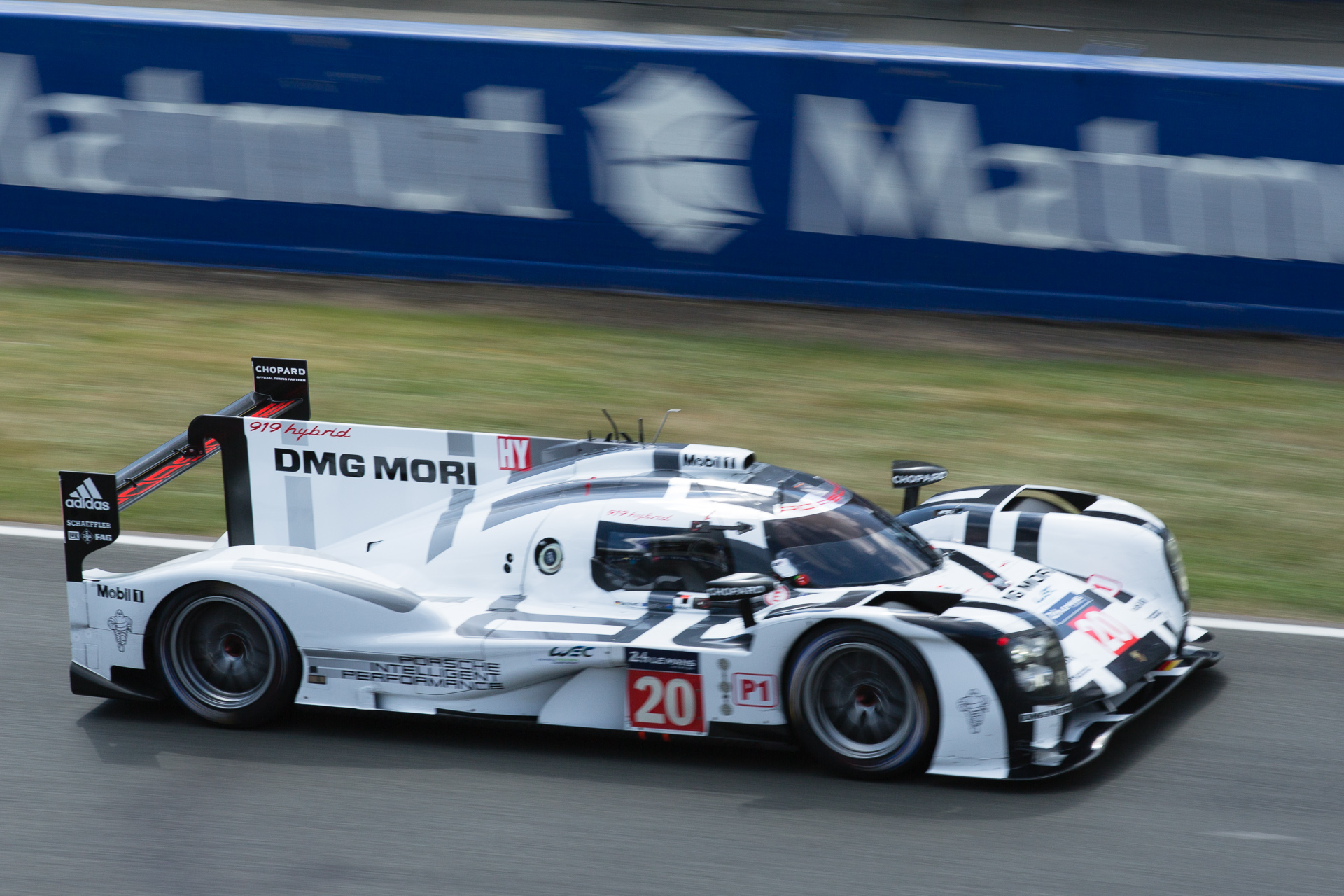
2014年的LMP1赛车：保时捷919 Hybrid

勒芒原型车的最高组别，曾在世界耐力锦标赛（包含勒芒24小时耐力赛）中参赛。主要面向汽车厂商，但也有私人车队参与比赛。赛车必须为封闭座舱，允许使用混合动力系统（功能同F1赛事的煞車動能回收装置）。
LMP1組在2020賽季後被新的利曼超級賽車(Hypercar組)取代，阿爾派車隊則獲准以更名為阿爾派A480的瑞柏麟R13 LMP1賽車繼續參賽。
|                  | 混合动力                 | 非混合动力                 |
| 最小重量         | 878（1,936英磅）         | 833（1,836英磅）           |
| 最大长度         | 4,650（183英寸）         | 4,650（183英寸）           |
| 最小宽度         | 1,800（71英寸）          | 1,800（71英寸）            |
| 最大宽度         | 1,900（75英寸）          | 1,900（75英寸）            |
| 引擎排量         | 不限                     | 最大5.5公升（340立方英寸） |
| 油箱容量（汽油） | 62.3公升（16.5美制加侖） | 75公升（20美制加侖）       |
| 油箱容量（柴油） | 50.1公升（13.2美制加侖） | 50.1公升（13.2美制加侖）   |
| 轮胎最大直径     | 28英寸（710）            | 28英寸（710）              |
| 轮胎最大宽度     | 14英寸（360）            | 14英寸（360）              |

混合動力系統分別區份為2MJ、4MJ、6MJ、8MJ系統，非混合动力赛车的油箱容量和最小重量可能被调整，以缩小与混合动力赛车之间的性能差距。

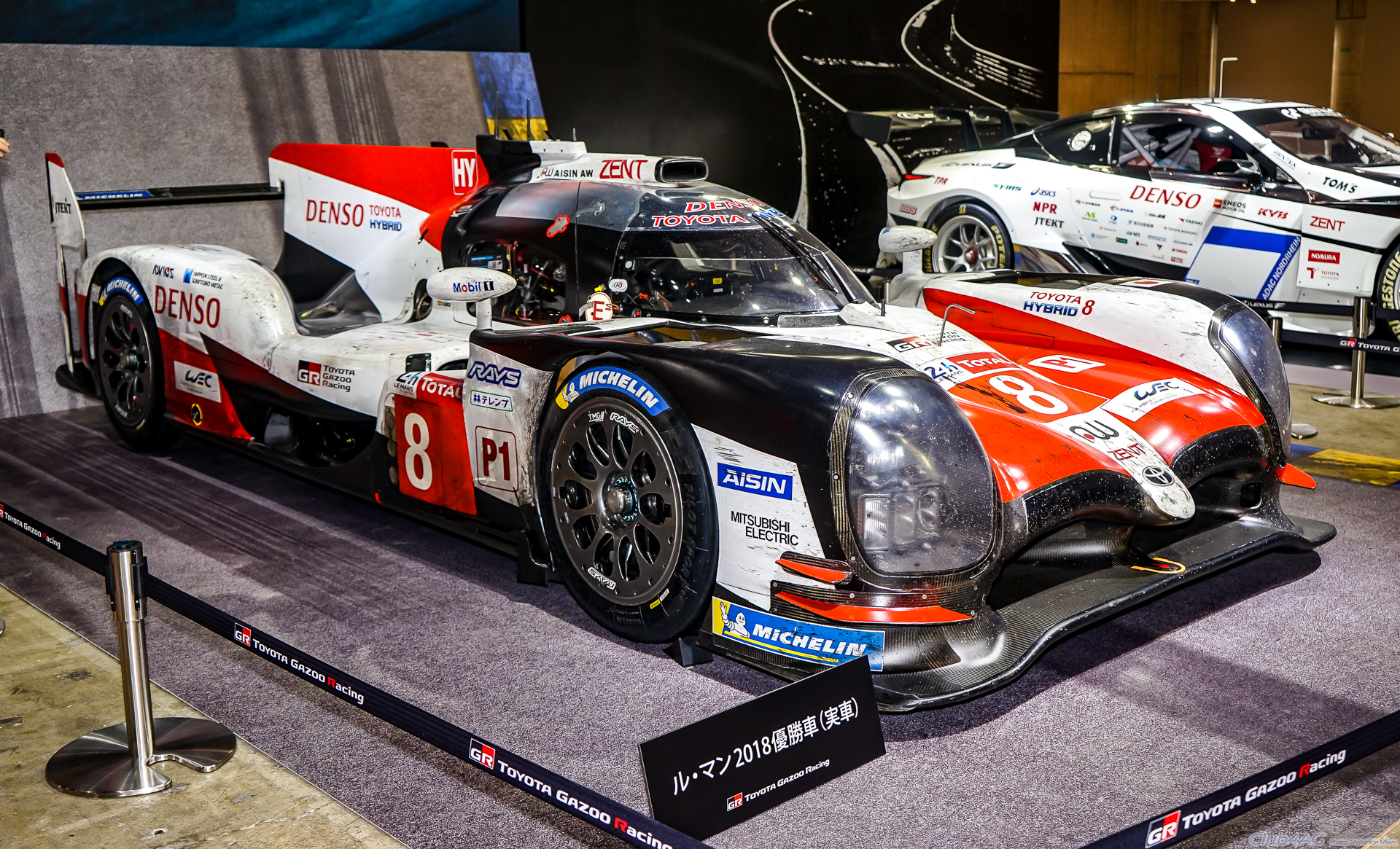
豐田TS050 Hybrid
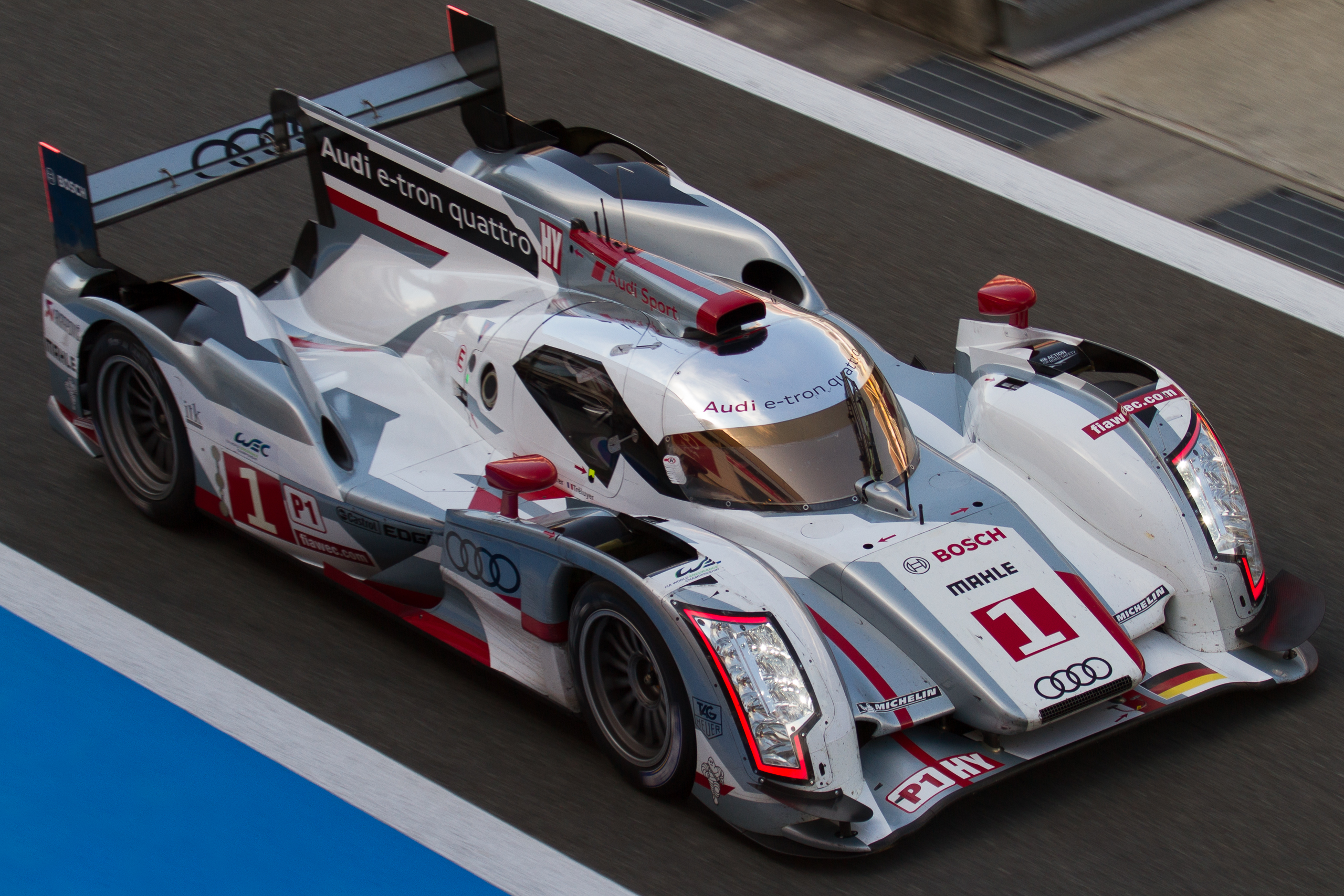
奧迪R18 e-tron quattro
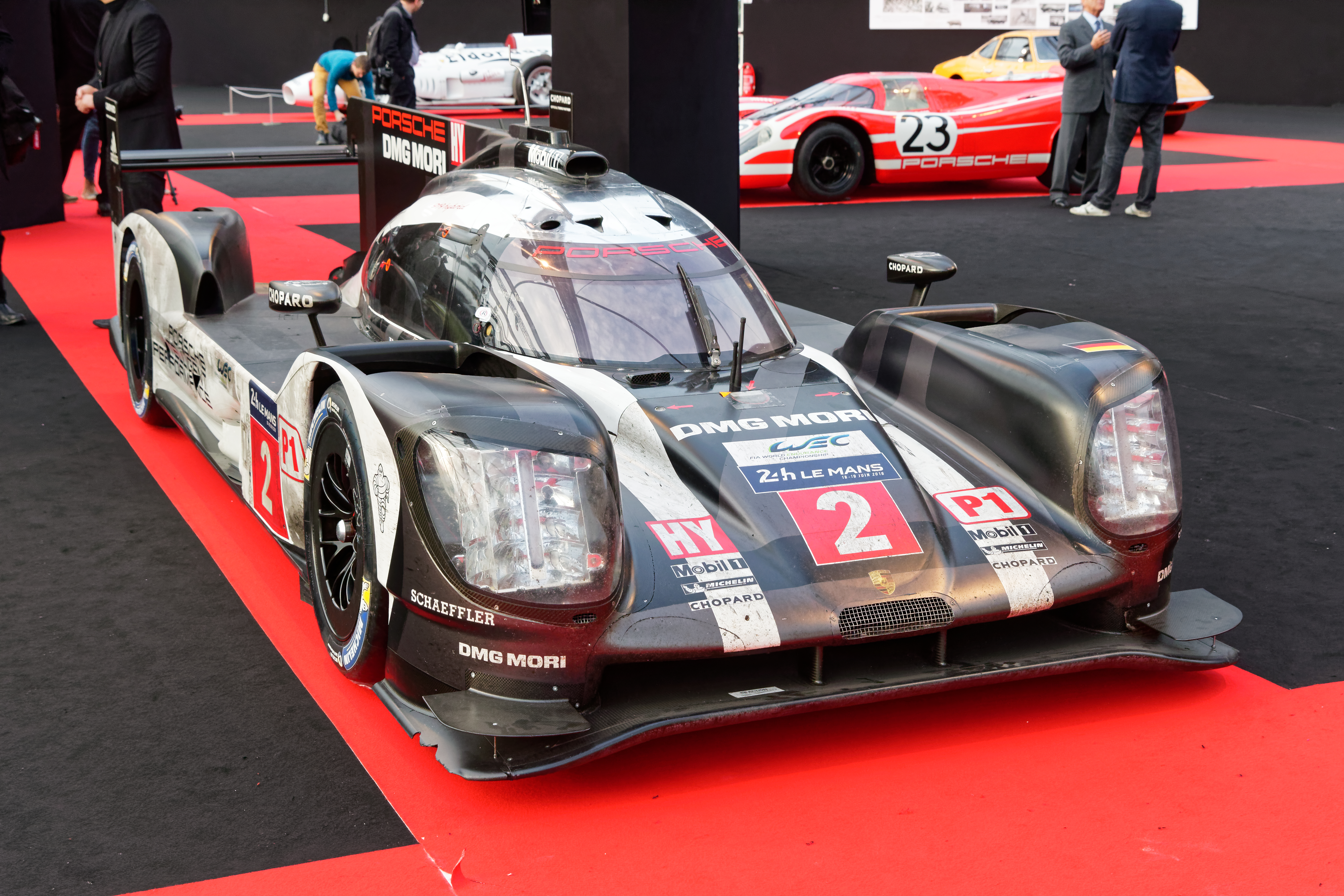
保時捷919 Hybrid
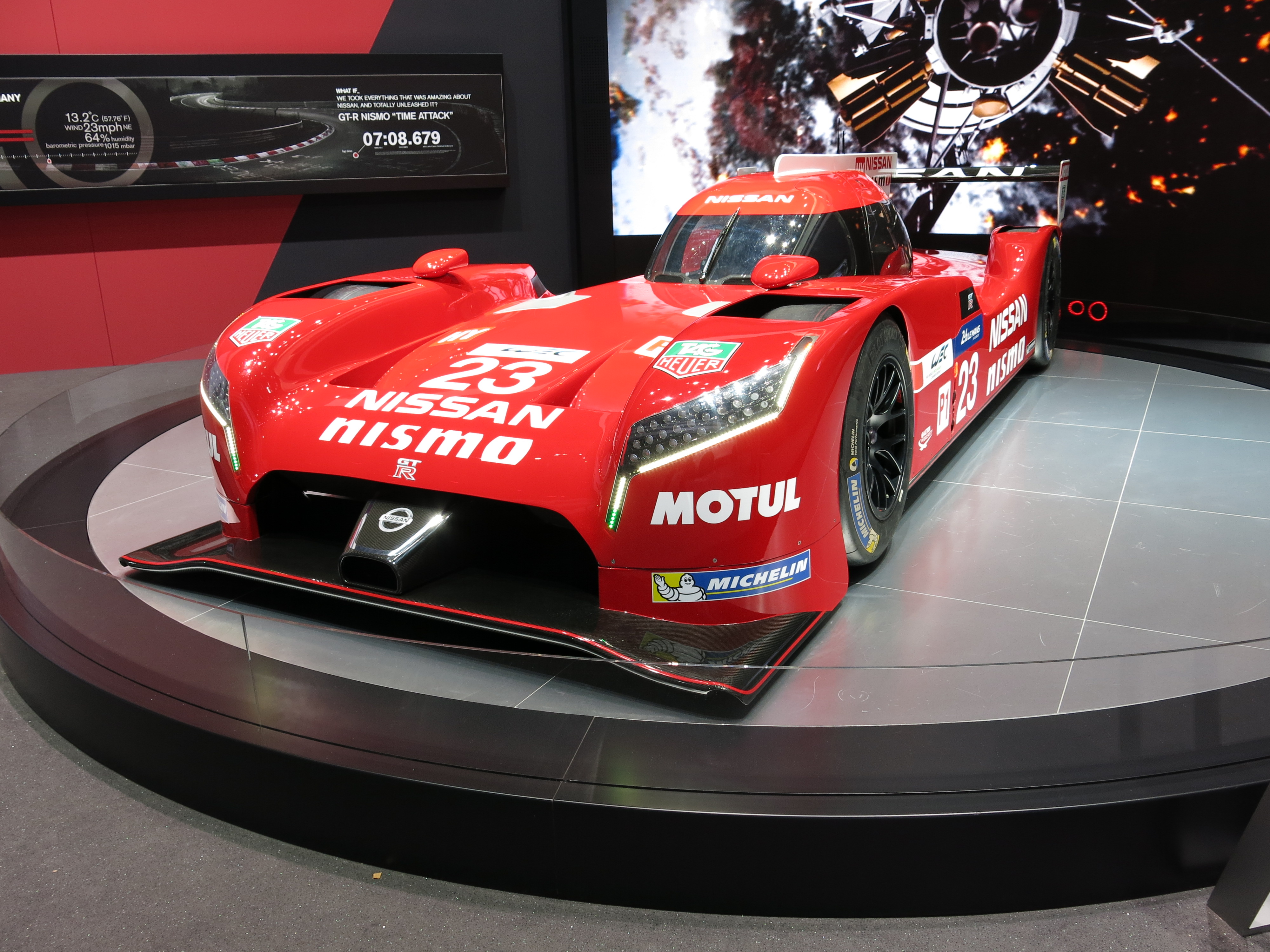
日產GT-R LM NISMO
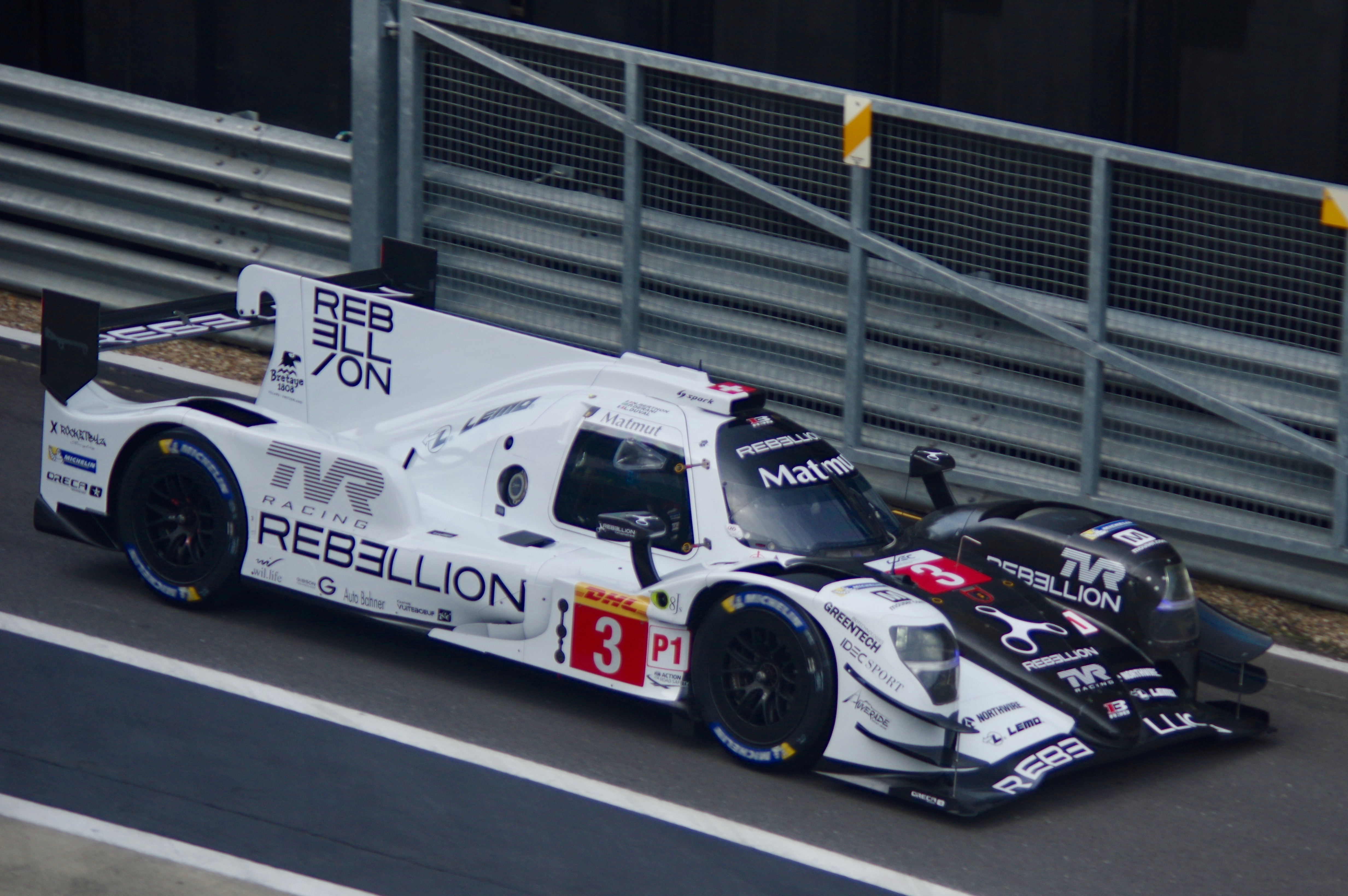
瑞柏麟R13
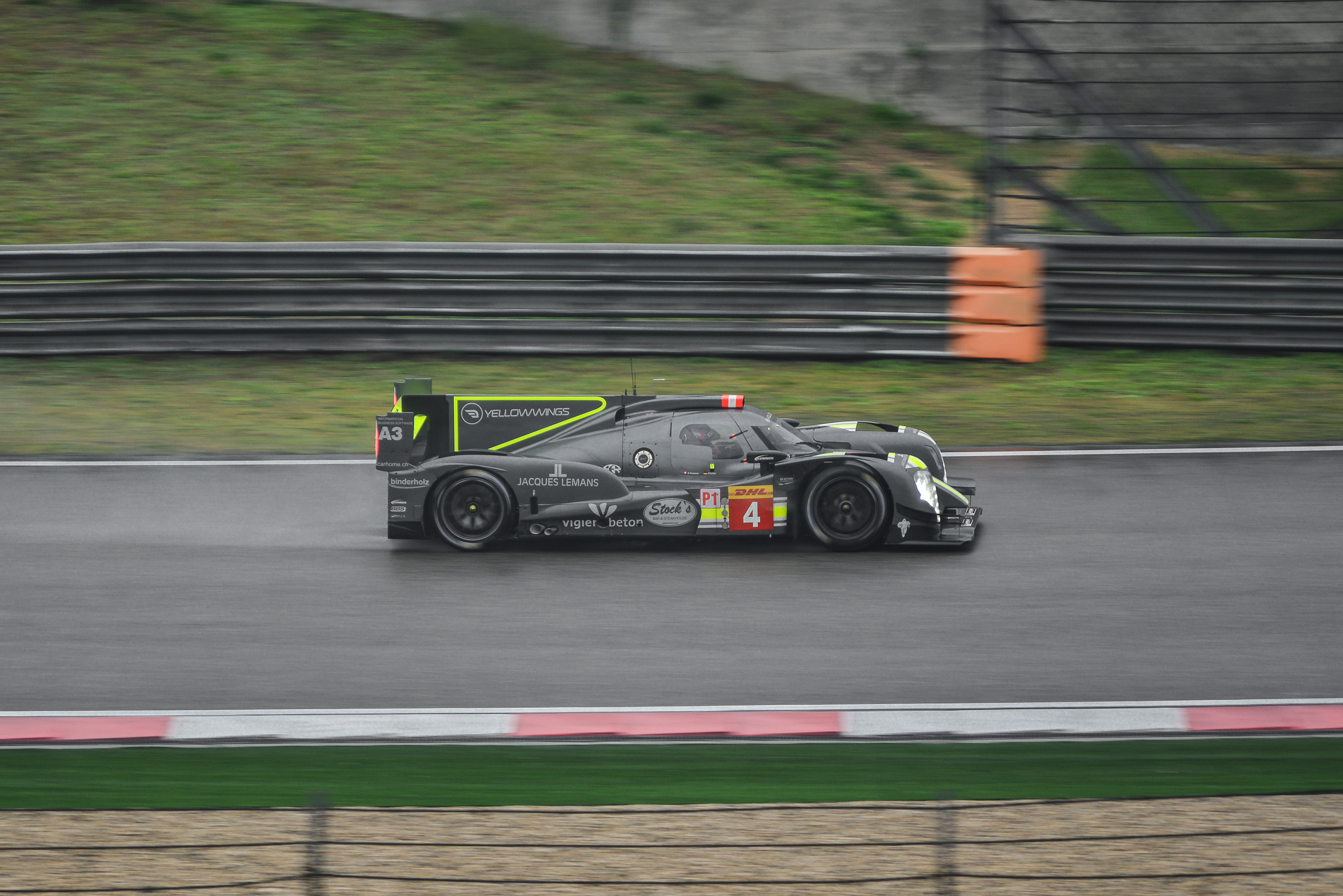
拜科勒斯CLM P1/01
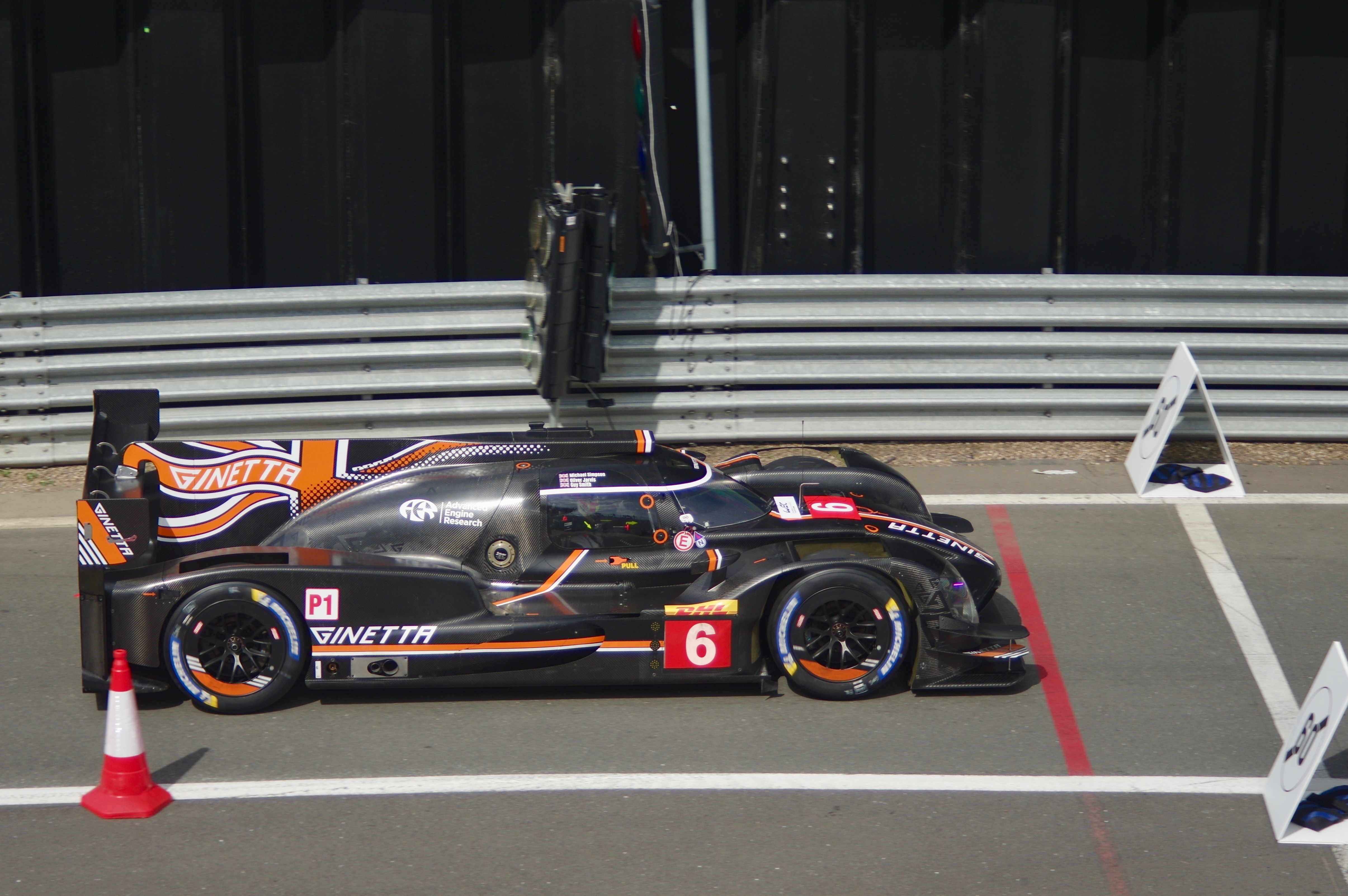
Ginetta G60-LT-P1

### LMP2

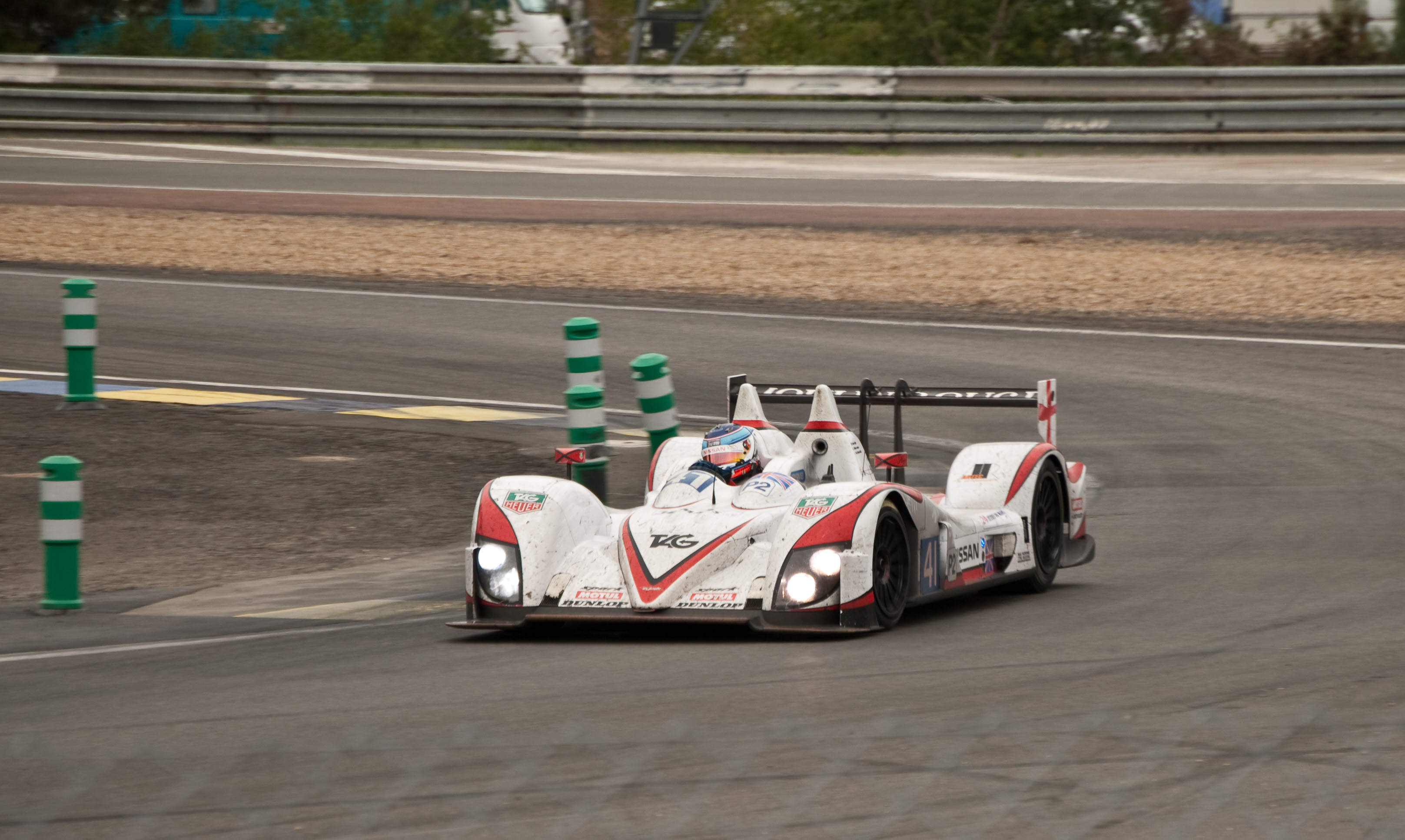
2011年的LMP2赛车： Zytek S11SN

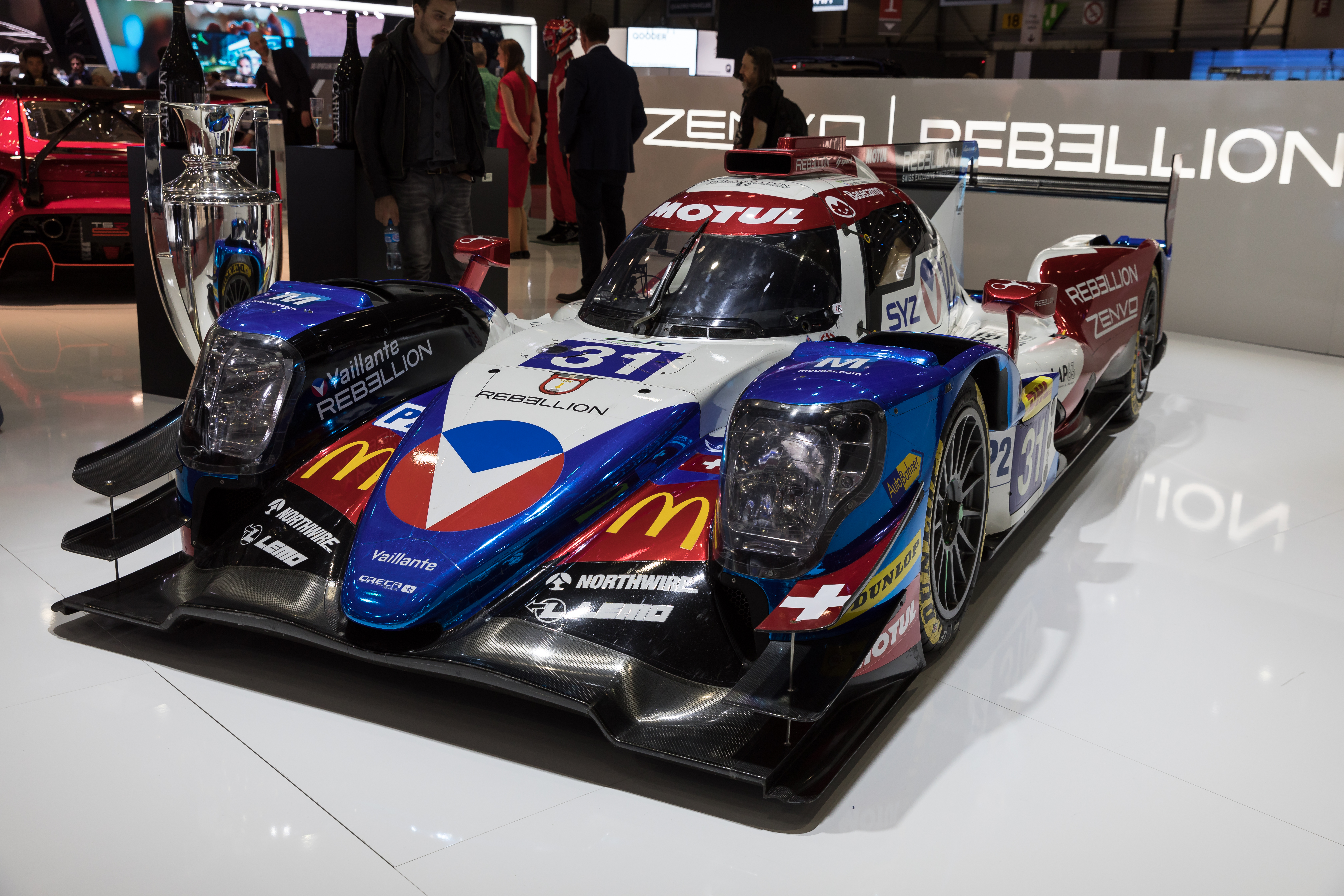
2017年規格的 Oreca 07 LMP2賽車

主要面向私人车队的组别，赛车造价有上限控制，必须使用基于量产车的引擎，允许开放和封闭座舱。主要技术规格如下表。
| 最小重量     | 950（2,090英磅）                                           |
| 最大长度     | 4,750（187英寸）                                           |
| 宽度         | 1,800（71英寸）（最小）至 1,900（75英寸）（最大）          |
| 最大高度     | 1,050（41英寸）                                            |
| 引擎         | 排量為4.2公升（260立方英寸）的自然吸氣V8汽油引擎（經認證） |
| 油箱容量     | 75公升（20美制加侖）                                       |
| 輪胎最大直徑 | 前胎690（27英寸），後胎715（28.1英寸）                     |
| 輪胎最大寬度 | 前胎342（13.5英寸），後胎362（14.3英寸）                   |

### LMP3

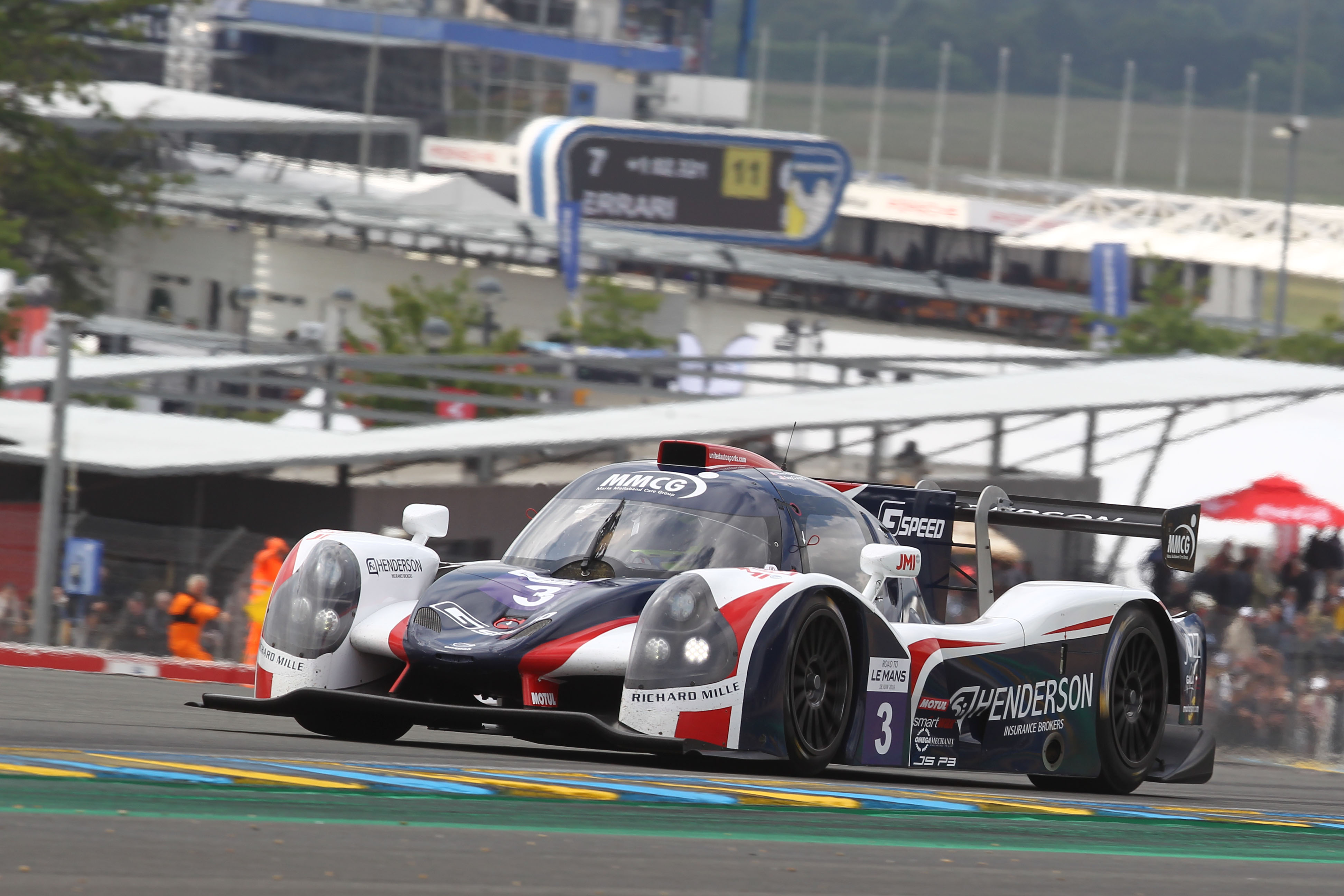
2016年的Ligier JS P3 LMP3赛车

于2015年引入的低成本组别，面向新进入耐力赛事的新车队和年轻车手。LMP3使用封闭座舱车体（制造商不限）。
| 最小重量     | 950（2,090英磅）        |
| 最大長度     | 4,650（183英寸）        |
| 最大寬度     | 1,900（75英寸）         |
| 引擎         | 日产自然吸氣5.6L V8引擎 |
| 油箱容量     | 100公升（26美制加侖）   |
| 輪胎最大直徑 | 28英寸（710）           |
| 輪胎最大寬度 | 13英寸（330）           |

### LMPC
全称Le Mans Prototype Challenge，为2009年引入的的低成本组别，使用统一的Oreca FLM09赛车搭配雪佛兰6.2升V8引擎。曾在北美联合跑车锦标赛中使用。 